# El Viso de San Juan
El Viso de San Juan è un comune spagnolo di 4 263 abitanti situato nella comunità autonoma di Castiglia-La Mancia.